# رایانش ابری

نمودار مفهومی رایانش ابری

رایانش اَبری (به انگلیسی: Cloud computing) مدل رایانشی بر پایهٔ شبکه‌های رایانه‌ای مانند اینترنت است که الگویی تازه برای عرضه، مصرف و تحویل خدمات رایانشی (شامل زیرساخت، نرم‌افزار، بستر، و سایر منابع رایانشی) با به‌کارگیری شبکه ارائه می‌کند. «رایانش ابری» از ترکیب دو کلمه رایانش و ابر ایجاد شده‌است. ابر در اینجا استعاره از شبکه یا شبکه‌ای از شبکه‌های وسیع مانند اینترنت است که کاربر معمولی از پشت صحنه و آنچه در پی آن اتفاق می‌افتد اطلاع دقیقی ندارد (مانند داخل ابر) در نمودارهای شبکه‌های رایانه‌ای نیز از شکل ابر برای نشان دادن شبکهٔ اینترنت استفاده می‌شود. دلیل تشبیه اینترنت به ابر در این است که اینترنت همچون ابر جزئیات فنی‌اش را از دید کاربران پنهان می‌سازد و لایه‌ای از انتزاع را بین این جزئیات فنی و کاربران به وجود می‌آورد. به عنوان مثال آنچه یک ارائه‌دهندهٔ خدمات نرم‌افزاری رایانش ابری ارائه می‌کند، برنامه‌های کاربردی تجاری آنلاین است که از طریق مرورگر وب یا نرم‌افزارهای دیگر به کاربران ارائه می‌شود. نرم‌افزارهای کاربردی و اطلاعات، روی سرورها ذخیره می‌گردند و براساس تقاضا در اختیار کاربران قرار می‌گیرد. جزئیات از دید کاربر مخفی می‌مانند و کاربران نیازی به آشنایی یا کنترل در مورد فناوری زیرساخت ابری که از آن استفاده می‌کنند ندارند.
رایانش ترجمه کلمه " Computing" است که در بعضی متون به جای رایانش از محاسبات و پردازش استفاده شده‌است. البته محاسبات و پردازش معادل کاملی از این کلمه نیست؛ زیرا بر اساس تعریف واژه‌نامه‌های معتبر مانند آکسفورد، لانگمن این واژه به معنای استفاده از رایانه و عملیات رایانه‌ها یا اموری است که یک رایانه انجام می‌دهد و محاسبه و پردازش تنها یکی از این امور است. به‌طور نمونه یک رایانه همان‌طور که برای اجرای فرمان‌ها به محاسبه و پردازش می‌پردازد، به همین ترتیب مدارک و فایل‌ها را در هارد دیسک یا صفحه سخت خود ذخیره می‌کند، امکان ایجاد ارتباط میان افراد را فراهم می‌آورد که این امور چیزی بیش از یک محاسبه و پردازش صرف است. به علاوه در معنای علوم رایانه معادل‌های دیگری برای کلمات «محاسبه» و «پردازش» وجود دارند، مانند” calculation” و” processing ”، که عدم تمایز این کلمات با یکدیگر می‌تواند منشأ اشتباه در درک این مفاهیم شود.
رایانش ابری راهکارهایی برای ارائهٔ خدمات فناوری اطلاعات به شیوه‌های مشابه با صنایع همگانی (آب، برق، تلفن و …) پیشنهاد می‌کند. این بدین معنی است که دسترسی به منابع فناوری اطلاعات در زمان تقاضا و بر اساس میزان تقاضای کاربر به گونه‌ای انعطاف‌پذیر و مقیاس‌پذیر از راه اینترنت به کاربر تحویل داده می‌شود. همان‌طور که کاربر تنها هزینه برق یا آب مصرفی خود را می‌پردازد. در صورت استفاده از رایانش ابری نیز کاربر تنها هزینه خدمات رایانشی مورد استفاده خود (اگر هزینه از کاربر دریافت شود) را پرداخت خواهد کرد که در اصطلاح به این مدل محاسبه هزینه، pay as you go گفته می‌شود.
رایانش هوایی را گروهی تغییر الگوواره‌ای می‌دانند که دنباله‌روی تغییری است که در اوایل دهه ۱۹۸۰ از مدل رایانه بزرگ به مدل کارخواه-کارساز صورت گرفت.
کاربردها:  رایانش ابری در زمینه های مختلفی مانند مراقبت های بهداشتی، کسب و کار، سیستم هوشمند، سیستم تلفن همراه و محاسبات محیطی قابل استفاده است.

## تعریف
با پیشرفت فناوری اطلاعات نیاز به انجام کارهای محاسباتی در همه جا و همه زمان به وجود آمده‌است. همچنین نیاز به این هست که افراد بتوانند کارهای محاسباتی سنگین خود را بدون داشتن سخت‌افزارها و نرم‌افزارهای گران، از طریق خدماتی انجام دهند. رایانش ابری آخرین پاسخ فناوری به این نیازها بوده‌است.
از آنجا که اکنون این فناوری دوران طفولیت خود را می‌گذراند، هنوز تعریف استاندارد علمی که مورد قبول عام باشد برای آن ارائه نشده‌است اما بیشتر صاحبنظران بر روی قسمتهایی از تعریف این پدیده هم رای هستند.
مؤسسه ملی فناوری و استانداردها (NIST) رایانش ابری را این‌گونه تعریف می‌کند:
به بیانی دیگر پردازش ابری به سرویسی گفته می‌شود که امکان ذخیره‌سازی و دسترسی به برنامه‌های نرم‌افزاری مورد نیاز را از راه دور و در بستر اینترنت فراهم می‌کند؛ یا می‌توان گفت پردازش ابری یعنی نگه‌داری و دسترسی عمومی به داده‌ها؛ برنامه‌ها به‌جای اینکه فقط به رایانهٔ شما محدود باشند، در سراسر اینترنت در دسترس قرار می‌گیرند. ابر یا cloud را می‌توان استعاره‌ای برای اینترنت دانست.
«رایانش ابری مدلی است برای فراهم کردن دسترسی آسان بر اساس تقاضای کاربر از طریق شبکه به مجموعه‌ای از منابع رایانشی قابل تغییر و پیکربندی (مثل: شبکه‌ها، سرورها، فضای ذخیره‌سازی، برنامه‌های کاربردی و سرویس‌ها) که این دسترسی بتواند با کمترین نیاز به مدیریت منابع یا نیاز به دخالت مستقیم فراهم‌کننده سرویس به سرعت فراهم شده یا آزاد (رها) گردد. این مدل رایانش ابری از ۵ مشخصه (ویژگی) اصلی، ۳ مدل خدماتی و ۴ مدل گسترش (استقرار یا deployment) تشکیل شده‌است.»

عموماً مصرف‌کننده‌های رایانش ابری مالک زیر ساخت فیزیکی ابر نیستند، بلکه برای اجتناب از هزینه سرمایه‌ای آن را از عرضه‌کنندگان شخص ثالث اجاره می‌کنند. آن‌ها منابع را در قالب سرویس مصرف می‌کنند و تنها بهای منابعی که به کار می‌برند را می‌پردازند. بسیاری از سرویس‌های رایانش ابری ارائه شده، با به‌کارگیری مدل رایانش همگانی امکان مصرف این سرویس‌ها را به گونه‌ای مشابه با صنایع همگانی (مانند برق) فراهم می‌سازند. این در حالی است که سایر گونه‌های عرضه‌کنندگان بر مبنای اشتراک سرویس‌های خود را عرضه می‌کنند. به اشتراک گذاردن قدرت رایانشی «مصرف شدنی و ناملموس» میان چند مستأجر می‌تواند باعث بهبود نرخ بهره‌وری شود؛ زیرا با این شیوه دیگر کارسازها (سرور) بدون دلیل بیکار نمی‌مانند (که سبب می‌شود هزینه‌ها به میزان قابل توجهی کاهش یابند در عین حال که سرعت تولید و توسعه برنامه‌های کاربردی افزایش می‌یابد). یک اثر جانبی این شیوه این است که رایانه‌ها به میزان بیشتری مورد استفاده قرار می‌گیرند زیرا مشتریان رایانش ابری نیازی به محاسبه و تعیین حداکثری برای بار حداکثر (Peak Load) خود ندارند.

## مقایسه با مدل‌های دیگر رایانش
رایانش ابری اگرچه برخی از ویژگی‌هایش را از مدل‌های رایانشی دیگر به ارث می‌برد؛ اما خود متفاوت از آنهاست. برخی از این مدل‌ها عبارتند از:
1. رایانش شبکه‌ای[واژه‌نامه ۷] - «شکلی از رایانش توزیع شده[واژه‌نامه ۸] و رایانش موازی[واژه‌نامه ۹] که در آن یک رایانه مجازی بزرگ از رایانه‌هایی تشکیل شده‌است که با جفتگری ضعیف[واژه‌نامه ۱۰] به هم شبکه شده‌اند و با هماهنگی با یکدیگر کار می‌کنند تا وظایف سنگین را به انجام برسانند».
2. رایانش خودمختار[واژه‌نامه ۱۱] - «سامانه‌های رایانه‌ای با قابلیت خود-مدیریت».[۱۰]
3. مدل مشتری/سرور[واژه‌نامه ۱۲] - رایانش مشتری/سرور  به صورت گسترده به هر برنامه کاربردی توزیع یافته ای گفته می‌شود که بین ارائه دهنده سرویس (سرور) و درخواست‌کننده سرویس (مشتری[واژه‌نامه ۱۳]) تمایز قایل می‌شود.[۱۱]
4. رایانه بزرگ[واژه‌نامه ۱۴] - رایانه‌های قدرتمند توسط سازمان‌های بزرگ برای کاربردهای بحرانی بکار برده می‌شوند. این کاربردها نوعاً شامل پردازش حجم زیاد داده می‌باشد. به‌طور نمونه می‌توان از سرشماری، آمار مصرف‌کننده و صنعت، برنامه‌ریزی منابع سازمانی(ERP)[واژه‌نامه ۱۵] و پردازش تراکنشهای مالی نام برد.[۱۲]
5. رایانش همگانی[واژه‌نامه ۱۶] - «عبارت است از بسته‌بندی منابع رایانشی[واژه‌نامه ۱۷] مانند منابع محاسباتی و ذخیره‌سازی، در قالب سرویس‌های قابل اندازه‌گیری، به گونه‌ای مشابه با صنایع همگانی (آب، برق، تلفن و …)؛[واژه‌نامه ۱۸][۱۳]
6. نظیر به نظیر[واژه‌نامه ۱۹] - گونه‌ای از معماری توزیع شده بدون هماهنگی مرکزی است که در آن شرکت کنندگان می‌توانند در آن واحد عرضه‌کننده و نیز مصرف‌کننده منابع باشند. (بر خلاف مدل کارخواه-کارساز سنتی)

## تاریخچه
محاسبات ابری به عنوان یک اصطلاح از اوایل دهه ۲۰۰۰ میلادی کم‌کم به وجود آمد. اما این مفهوم کمی قدیمی تر است به طوریکه در دهه ۱۹۶۰، دفاتر رایانه ای به شرکت‌ها اجازه می‌دادند به جای تأمین منابع و سخت‌افزار، منابع مورد نیازشان را اجاره کنند. پس از آن با به وجود آمدن نرم‌افزارهای سنگین در سال ۲۰۰۰ این مفهوم به وجود آمد. تقریباً تمام ویژگی‌های امروز رایانش ابری (تدارک الاستیک، ارائه به صورت یک صنعت همگانی، برخط بودن و توهم دسترسی به عرضه نامحدود) به همراه مقایسه با صنعت برق و شکل‌های مصرف عمومی و خصوصی و انجمنی را پارک هیل داگلاس در کتابی که با عنوان «مشکل صنعت همگانی رایانه» در سال ۱۹۶۶ مورد بررسی قرار داد.
واژهٔ ابر در واقع بر گرفته از صنعت تلفن است به این‌گونه که کمپانی‌های ارتباطات راه دور که تا دهه ۱۹۹۰ تنها خطوط نقطه به نقطهٔ اختصاصی ارائه می‌کردند، شروع به ارائه شبکه‌های خصوصی مجازی با کیفیتی مشابه و قیمتهای کمتر نمودند. نماد ابر برای نمایش نقطه مرزی بین بخش‌هایی که در حیطه مسئولیت کاربرند و آن‌هایی که در حیطه مسئولیت عرضه‌کننده بکار گرفته می‌شد. رایانش ابری مفهوم ابر را به گونه‌ای گسترش می‌دهد که سرورها را نیز علاوه برزیر ساخت‌های شبکه دربر گیرد.
سایت آمازون با مدرن‌سازی مرکز داده خود نقش مهمی در گسترش رایانش ابری ایفا کرد. بعد از حباب دات-کام آن‌ها دریافتند که با تغییر مرکز داده‌های خود - که مانند اغلب شبکه‌های رایانه‌ای در بیشتر اوقات تنها از ۱۰٪ ظرفیت آن استفاده می‌شد و مابقی ظرفیت برای دوره‌های کوتاه اوج مصرف در نظر گرفته شده بود - به معماری ابر می‌توانند بازده داخلی خود را بهبود بخشند. آمازون از سال ۲۰۰۶ امکان دسترسی به سامانه خود از طریق وب سرویس‌های آمازون را بر پایه رایانش همگانی ارائه کرد.
در سال ۲۰۰۷، گوگل و آی بی ام به همراه چند دانشگاه پروژه‌ای تحقیقاتی در مقیاسی بزرگ را در زمینه رایانش ابری آغاز نمودند.
در اواسط سال ۲۰۰۸ شرکت گارتنر متوجه وجود موقعیتی در رایانش ابری شد که برای «شکل دهی ارتباط بین مصرف‌کنندگان خدمات فناوری اطلاعات، بین آنهایی که این سرویس‌ها را مصرف می‌کنند و آن‌ها که این سرویس‌ها را می‌فروشند» به‌وجود می‌آید.

## اقتصاد رایانش ابری
کاربران رایانش ابری می‌توانند از هزینه سرمایه‌ای لازم برای خرید سخت‌افزار و نرم‌افزار و خدمات دوری کنند، زیرا آن‌ها تنها برای آنچه که استفاده می‌کنند به عرضه‌کنندگان پرداخت می‌کنند و هزینه اولیه‌ای برای خرید تجهیزات به آن‌ها تحمیل نمی‌شود. سایر مزایای اقتصادی این شیوه اشتراک زمانی در ارائه منابع رایانشی عبارتند از: موانع ورود به بازار کمتر، هزینه و زیر ساخت اشتراکی، سربار مدیریتی کمتر و دسترسی سریع به طیف وسیعی از برنامه‌های کاربردی.
عموماً کاربران می‌توانند در هر زمانی قراردادشان را پایان دهند (و به این وسیله از ریسک و عدم قطعیت در نرخ بازگشت سرمایه بکاهند) و غالباً سرویس‌ها زیر پوشش یک قرارداد سطح سرویس با جریمه‌های مالی قرار می‌گیرند.
بنا به گفته نیکلاس کار، اهمیت راهبردی (استراتژیک) فناوری اطلاعات با استاندارد شدن و ارزان‌تر شدن آن کاهش می‌یابد. او استدلال می‌کند که تغییر الگووارهٔ رایانش ابری شبیه به جایگزینی ژنراتورهای مولد برق با شبکه‌های توزیع برق است که در اوایل قرن بیستم رخ داد.
اگر چه کمپانی‌ها ممکن است بتوانند هزینه‌های پیش پرداختی سرمایه‌ای را حذف کنند اما در مورد هزینه‌های عملیاتی کاهش چندانی صورت نمی‌گیرد و ممکن است در عمل هزینه‌های عملیاتی افزایش یابند. در مواردی که هزینه‌های سرمایه‌ای نسبتاً کوچک باشند یا سازمان انعطاف‌پذیری بیشتری در مورد هزینه‌های سرمایه‌ای نسبت به هزینه‌های عملیاتی داشته باشد، از دیدگاه مالی رایانش ابری انتخاب مناسبی نخواهد بود. سایر عواملی که بر میزان کاهش هزینه بالقوه استفاده از رایانش ابری تأثیر می‌گذارند عبارتند از میزان بازدهی مرکز داده‌ها ی کمپانی در مقایسه با فروشندگان رایانش ابری، هزینه‌های عملیاتی فعلی کمپانی، میزان پذیرش و استفاده از رایانش ابری و نوع کاربردی که باید در ابر میزبانی شود.

## ساختار مدل

### معماری

معماری نمونه رایانش ابری

معماری سامانه‌های نرم‌افزاری دست اندر کار در ارائهٔ رایانش ابری عموماً شامل اجزایی است که با یکدیگر از طریق رابط برنامه‌نویسی نرم‌افزار و معمولاً وب‌سرویس ارتباط برقرار می‌کنند.
این طراحی شباهتی با فلسفه یونیکس دارد که در آن چند برنامهٔ مختلف که هر یک کاری را به خوبی انجام می‌دهند، با یکدیگر از طریق واسط‌های جهانی کار می‌کنند. سامانه‌های حاصل مدیریت پذیرتر از همتاهای یکپارچه نبوده وبه
پیچیدگی کنترل می‌شود.

### لایه‌ها

پشتهٔ رایانش ابری

#### کاربر[واژه‌نامه ۲۵]
کاربر رایانش ابری متشکل از سخت‌افزار و نرم‌افزاری است که برای تحویل برنامه‌های کاربردی از ابر استفاده می‌کند یا آنکه به‌طور ویژه تنها برای تحویل سرویس‌های ابر طراحی شده‌است که در هر دوی موارد بدون وجود ابر بی استفاده باشد. مثال: رایانه‌ها، تلفن‌ها و سایر دستگاه‌ها، سیستم‌عاملها و مرورگرهای وب.

#### برنامه‌های کاربردی[واژه‌نامه ۲۶]
سرویس‌های برنامه کاربردی ابری یا «نرم‌افزار به عنوان سرویس»(SaaS)، نرم‌افزار را به صورت سرویس روی اینترنت تحویل می‌دهند و بدین وسیله نیاز به نصب نرم‌افزار روی رایانه‌های مشتریان را ازبین می‌برند و نگهداری و پشتیبانی را ساده‌تر می‌سازد. ویژگی‌های اصلی این سرویس‌ها عبارتند از:
- دسترسی و مدیریت نرم‌افزار تجاری از طریق شبکه
- فعالیت‌ها از سرور مرکزی اداره می‌شوند و نه در مکان هریک از مشتریان و در نتیجه مشتریان می‌توانند از راه دور و از طریق وب به برنامه‌ها دسترسی داشته باشند.
- مدل تحویل نرم‌افزار به مدل یک-به-چند (یک نسخه در حال اجرا از برنامه - مدل چند مستأجری) نزدیک تر است تا مدل یک-به-یک.
- به روزرسانی و ارتقای نرم‌افزار به صورت مرکزی اداره می‌شود و نیاز به بارگیری (دانلود) وصله‌ها[واژه‌نامه ۲۷] یا ارتقا دهنده‌ها را برطرف می‌سازد.

#### بستر[واژه‌نامه ۲۸]
سرویس‌های بستر ابری یا «بستر به عنوان سرویس»(PaaS) بستر رایانشی ویا پشتهٔ راهکار -که اغلب روی زیرساخت ابری اجرا شده و برنامه کاربردی ابری را تغذیه می‌کند- را به صورت سرویس ارائه می‌دهد. سرویس بستر ابری استقرار برنامه‌های کاربردی را بدون هزینه و پیچیدگی خرید و مدیریت لایه‌های نرم‌افزاری و سخت‌افزاری زیرین آسان می‌سازد.

#### زیرساخت[واژه‌نامه ۲۹]
سرویس‌های زیرساخت ابری یا «زیرساخت به عنوان سرویس»(IaaS) زیرساخت رایانه‌ای را که عموماً یک بستر مجازی است را به صورت سرویس ارائه می‌دهند. کاربران به جای خرید سخت‌افزار و نرم‌افزار و فضای مرکز داده (دیتا سنتر) ویا تجهیزات شبکه، همهٔ این زیر ساخت‌ها را به صورت یک سرویس کاملاً برونسپاری(Outsource) شده می‌خرند. صورتحساب سرویس معمولاً بر اساس مدل رایانش همگانی (Utility Computing) و میزان منابع مصرف شده صادر می‌شود و بنابراین هزینه منعکس‌کننده میزان فعالیت است. این شیوه در واقع تکامل یافته مدل عرضه سرورهای خصوصی مجازی است.

#### سرور[واژه‌نامه ۳۰]
لایه سرورها متشکل از سخت‌افزار و نرم‌افزاری است که مخصوصاً برای تحویل سرویس‌های ابر طراحی شده‌اند. به عنوان مثال می‌توان از پردازنده‌های چند هسته‌ای و سیستم عامل‌های ویژه ابر نام برد.

## ویژگی‌های کلیدی
از دیدگاه سخت‌افزاری رایانش ابری در مقایسه با فناوری‌های مشابه قبلی سه جنبه جدید دارد:
- ایجاد تصور و توهم دسترسی به منابع نامحدود فناوری اطلاعات در زمان تقاضا و در نتیجه، از بین بردن نیاز کاربر به برنامه‌ریزی تدارک منابع فناوری اطلاعات برای مصارف آینده
- از بین بردن نیاز به سرمایه‌گذاری پیشاپیش برای منابع فناوری اطلاعات. شرکت‌های تجاری می‌توانند در اندازه کوچکتر کارشان را آغاز کنند و بر اساس نیاز در زمان دلخواه منابع سخت‌افزاری مورد نیاز خود را افزایش یا کاهش دهند.
- امکان پرداخت برای استفاده از منابع فناوری اطلاعات در واحدهای زمانی کوتاه مدت مورد نیاز آن منبع. (مثال: برای پردازشگر در واحد ساعت؛ یا برای رسانه‌های ذخیره‌سازی در واحد روز)

مزایای اصلی رایانش ابری عبارتند از:
- چابکی:[واژه‌نامه ۳۱] کاربر می‌تواند در زمان نیاز میزان منابع مورد استفاده را کاهش یا افزایش دهد.[۳۷]
- مستقل از مکان:[واژه‌نامه ۳۲] کاربر می‌تواند در مکانی که قرار دارد فارغ از محدودیت‌های جغرافیای از خدمات مبتنی بر این سرویس بهرمند گردد.[۳۸]
- هزینه: ادعا می‌شود که این فناوری هزینه‌ها را به میزان زیادی کاهش می‌دهد و هزینه سرمایه‌ای را به هزینه عملیاتی تبدیل می‌کند.[۳۹] این به ظاهر موانع ورود به بازار را کاهش می‌دهد، زیرا رایانش ابر، مشتریان را از مخارج سخت‌افزار، نرم‌افزار و خدمات و همچنین از درگیری با نصب و نگهداری نرم‌افزارهای کاربردی به شکل محلی می‌رهاند. همچنین هزینهٔ توسعهٔ نرم‌افزاری را کاهش داده و فرایند را مقیاس پذیرتر می‌نماید[۴۰]
- عدم وابستگی به دستگاه و مکان: کاربران می‌توانند در هر مکانی و با هر دستگاهی (مثل PC یا تلفن همراه) به وسیلهٔ یک مرورگر وب از راه اینترنت به سامانه‌ها دسترسی داشته باشند.
- چند مستأجری:[واژه‌نامه ۳۳] این ویژگی امکان به اشتراک‌گذاری منابع و هزینه‌ها بین گروهی از کاربران را به وجود می‌آورد و بدین وسیله موارد زیر را امکان‌پذیر می‌سازد:
  - متمرکز سازی زیر ساختها در مکان‌هایی با هزینه کمتر (مثل مکان‌هایی با هزینه برق یا قیمت زمین کمتر)
  - افزایش به‌کارگیری و کارایی برای سامانه‌هایی که در اغلب مواقع بیش از ۱۰ تا ۲۰ درصد به‌کارگیری نمی‌شوند
- قابلیت اطمینان:[واژه‌نامه ۳۴] در صورتی که از سایتهای چندگانه استفاده شود قابلیت اطمینان افزایش می‌یابد.[۴۱]
- سنجش پذیری: کاربران می‌توانند در زمان تقاضا و به صورت دینامیک منابع را تدارک ببینند و نیازی به تدارک پیشین برای زمان‌های حداکثر بار مصرف منابع[واژه‌نامه ۳۵] نیست. منابع در رایانش ابری باید قابل اندازه‌گیری باشند و لازم است که میزان مصرف منابع برای هر کاربر و هر منبع بر اساس واحدهای ساعتی، روزانه، هفتگی، ماهانه اندازه گرفت. .[۴۲]
- امنیت: به دلیل تمرکز داده‌ها و منابع امنیتی بیشتر و پیچیده‌تر امنیت افزایش می‌یابد،[۴۳] اما نگرانی‌ها به دلیل از دست دادن کنترل روی داده‌های حساس همچنان پابرجاست.[۴۴] امنیت در رایانش ابری اغلب بیشتر یا برابر با سیستم‌های سنتی می‌باشد، زیرا ارائه دهندگان رایانش ابری به منابع اختصاصی امنیتی دسترسی دارند که بیشتر مشتریان از عهده خرید این منابع بر نمی‌آیند.[۴۵]
- نگهداری: به دلیل عدم نیاز به نصب برنامه‌های کاربردی برای هر کاربر نگهداری آسان‌تر و با هزینه کمتر انجام می‌شود. شرکت‌هایی که سکوهای خودشان را پیاده‌سازی و اجرا می‌کنند، باید زیرساخت‌های سخت‌افزاری و نرم‌افزاری خودشان را خریداری و نگهداری نمایند و کارمندانی را برای مراقبت از سیستم استخدام کنند، همهٔ این‌ها می‌تواند پر هزینه و زمان بر باشد. درحالی‌که رایانش ابر نیاز به انجام این کارها را از میان می‌برد.[۴۰] هر دستگاه ساده که توانایی اتصال و برقراری ارتباط با سرور را داشته باشد، برای استفاده از خدمات رایانش ابر کافی است و می‌تواند نتایج را با دیگران به تشریک مساعی بگذارد.

## مدل‌های پیاده‌سازی

گونه‌های رایانش ابری

در تعریف NIST (انستیتوی ملی استانداردها و فناوری‌ها) مدل‌های استقرار ابر به چهار صورت زیر است:

### ابر عمومی
ابر عمومی یا ابر خارجی توصیف‌کننده رایانش ابری در معنای اصلی و سنتی آن است. سرویس‌ها به صورت پویا و از طریق اینترنت و در واحدهای کوچک از یک عرضه‌کنندهٔ شخص ثالث تدارک داده می‌شوند و عرضه‌کننده منابع را به صورت اشتراکی به کاربران اجاره می‌دهد(Multi-tenancy) و بر اساس مدل رایانش همگانی و مشابه صنعت برق و تلفن برای کاربران صورتحساب می‌فرستد. این ابری برای استفاده همگانی تعبیه شده و جایگزین یک گروه صنعتی بزرگ که مالک آن یک سازمان فروشندهٔ سرویس‌های ابری می‌باشد.

### ابر گروهی
ابر گروهی در جایی به وجود می‌آید که چندین سازمان نیازهای یکسان دارند و به دنبال این هستند که با به اشتراک گذاردن زیرساخت از مزایای رایانش ابری بهره‌مند گردند. به دلیل اینکه هزینه‌ها بین کاربران کمتری نسبت به ابرهای عمومی تقسیم می‌شود، این گزینه گران‌تر از ابر عمومی است اما میزان بیشتری از محرمانگی، امنیت و سازگاری با سیاست‌ها را یه همراه می‌آورد. نمونهٔ یک ابر انجمنی، «ابر گو گوگل»(Gov Cloud) است.

### ابر ترکیبی
یک ابر آمیخته متشکل از چندین ارائه دهندهٔ داخلی یا خارجی، گزینهٔ مناسبی برای بیشتر مؤسسات تجاری می‌باشد. با ترکیب چند سرویس ابر کاربران این امکان را می‌یابند که انتقال به ابر عمومی را با دوری از مسائلی چون سازگاری با استانداردهای شورای استانداردهای امنیت داده‌های کارت‌های پرداخت آسان‌تر سازند.

### ابر خصوصی
ابر خصوصی یک زیر ساخت رایانش ابری است که توسط یک سازمان برای استفاده داخلی آن سازمان به وجود آمده‌است. عامل اصلی که ابرهای خصوصی را از ابرهای عمومی تجاری جدا می‌سازد، محل و شیوه نگهداری از سخت‌افزار زیرساختی ابر است. ابر خصوصی امکان کنترل بیشتر بر روی تمام سطوح پیاده‌سازی ابر (مانند سخت‌افزار، شبکه، سیستم عامل، نرم‌افزار) را فراهم می‌سازد. مزیت دیگر ابرهای خصوصی امنیت بیشتری است که ناشی از قرارگیری تجهیزات در درون مرزهای سازمان و عدم ارتباط با دنیای خارج ناشی می‌شود. اما بهره‌گیری از ابرهای خصوصی مشکلات ایجاد و نگهداری را به همراه دارد. یک راه حل میانه برای دوری از مشکلات ابرهای خصوصی و در عین حال بهره‌مند شدن از مزایای ابرهای خصوصی، استفاده از ابر خصوصی مجازی است. ابر خصوصی مجازی بخشی از زیر ساخت یک ابر عمومی است که برای استفاده اختصاصی یک سازمان کنار گذارده می‌شود و دسترسی به آن تنها از راه شبکه خصوصی مجازی آی‌پی‌سک امکانپذیر است. (به عنوان نمونه می‌توان از ابر خصوصی مجازی آمازون نام برد.

### مدل نرم‌افزار به‌عنوان سرویس (SaaS)[۵۱]
کاربر «از طریق یک رابط کاربری مشتری، مانند یک مرورگر وب یا یک رابط برنامه، به برنامه‌های مختلف سرویس‌گیرنده دسترسی پیدا می‌کند.» نمونه‌های متداول شامل Google Docs , Slack و Mailchimp است.

### مدل پلتفرم به‌عنوان سرویس (PaaS )[۵۱]
کاربر که اغلب یک توسعه‌دهندهٔ برنامه‌های ابری است، با دسترسی به زبان‌های برنامه‌نویسی، کتاب‌خانه‌ها، خدمات و ابزارهای پشتیبانی‌شده به‌وسیلهٔ ارائه‌دهندهٔ ابر، برنامه‌های جدیدی ایجاد می‌کند. ابزارهای معمول PaaS شامل AWS Elastic Beanstalk , Google App Engine و Salesforce’s Heroku است.

### مدل زیرساخت به‌عنوان سرویس (IaaS )[۶]
کاربر (اغلب مهندس) می‌تواند نرم‌افزاری را مستقر کرده و اجرا کند که می‌تواند شامل سیستم‌عامل‌ها و برنامه‌ها باشد، درحالی‌که ارائه‌دهندهٔ ابر منابع محاسباتی اساسی از جمله پردازش، ذخیره‌سازی و برنامه‌های شبکه را تأمین می‌کند. ابزارهای رایج IaaS شامل Amazon Elastic Compute Cloud (EC2)، Google Compute Engine و Microsoft Azure است.

## رسانه ذخیره‌سازی ابری
رسانه ذخیره‌سازی ابری مدلی از ذخیره‌سازی بر پایهٔ شبکه‌است که در آن داده‌ها بر روی چندین سرور (کارساز) مجازی ذخیره می‌شود که به آن فضای ذخیره سازی ابری میگویند:. معمولاً این سرویس توسط شرکت‌های میزبانی ارائه می‌شود که مراکز داده بزرگی را در اختیار دارند. افرادی که بخواهند داده‌هایشان توسط این شرکت‌ها میزبانی شود می‌توانند فضای ذخیره‌سازی را از آن‌ها بخرند یا اجاره کنند. از سوی دیگر گردانندگان مراکز داده‌ها منابع خود را، مطابق نیازهای مشتریان، مجازی سازی می‌کنند و سرویس را به صورت سرورهای مجازی ارائه می‌دهند که قابل مدیریت توسط کاربران است. در عمل داده‌های ذخیره شده روی یک سرور مجازی ممکن است بر روی چندین سرور فیزیکی مختلف ذخیره شده باشند.فضای ابری چیست نام برد.

## میان ابر
میان ابر ابری جهانی از ابرهای به هم پیوسته‌است که از گسترش مفهوم اینترنت به عنوان شبکه شبکه‌ها نتیجه می‌شود. این واژه نخستین بار در سال ۲۰۰۷ توسط کوین کلی بکار رفت که نظر خود را این‌گونه بیان کرد که» ما سرانجام به میان ابر خواهیم رسید که ابر ابرهاست. این میان ابر ابعادی به اندازه یک ماشین متشکل از تمام سرورها و شرکت‌کننده‌های روی زمین است. « این واژه در سال ۲۰۰۹ مقبولیت عام یافت و همچنین برای توصیف مراکز داده آینده بکار رفته‌است.

## چالش‌ها

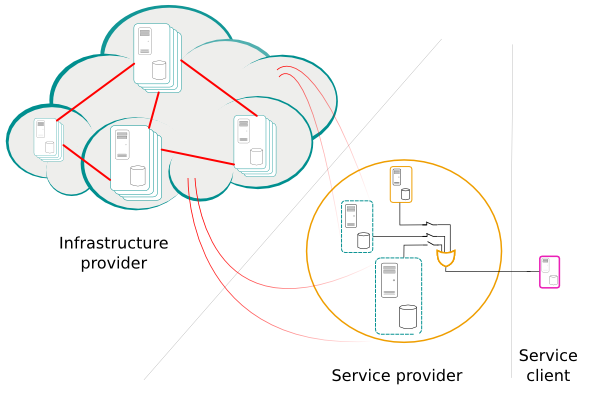
رایانش ابری

### آسیب‌پذیریدر برابررکود اقتصادی
مدل خدمات رایانه‌ای، در مقابل رکود اقتصادی بسیار آسیب‌پذیر است. همانگونه که شرکت‌ها در طی یک رکود محتاطانه عمل می‌کنند، هزینه‌های صرف شده برای خدمات رایانه‌ای را نیز کاهش می‌دهند.
البته به دلیل اینکه استفاده از سرویس‌های پردازش ابری هزینه راه‌اندازی اولیه زیادی برای شرکت‌ها در برندارند، در این دوران رکود اقتصادی شرکت‌ها به استفاده از نرم‌افزارها به عنوان خدمت علاقه‌مند شده‌اند. به‌طوری‌که بر اساس گزارش Forbes در سال ۲۰۱۲ حدود ۴۰ درصد از بازار نرم‌افزارهای CRM در سطح دنیا متعلق به سیستم‌های مبتنی بر پردازش ابری بوده‌است.

### شکل جدید نرم‌افزارها
متخصصین نرم‌افزار در راه ایجاد نرم‌افزاری که میلیون‌ها کاربر به جای اجرای آن بر روی کامپیوترهای شخصی خود، بتوانند از آن مانند یک سرویس استفاده کنند، با چالش‌های متعدد جدیدی مواجه شده‌اند.

### پذیرش
این رویکرد نسبتاً تازه‌است و در بسیاری موارد هنوز پذیرفته نشده‌است. دپارتمان‌های IT هنوز نسبت به آن بسیار محتاط عمل می‌کنند زیرا سکوی رایانش ابر توسط آن‌ها کنترل نخواهد شد. تاکنون سرمایه‌گذارانی که جرأت سرمایه‌گذاری در پروژه‌های مخاطره‌آمیز را دارند، پول زیادی در رایانش ابر سرمایه‌گذاری نکرده‌اند. توانایی کنترل هزینه‌ها و تهیه و تدارک زیرساخت‌ها به هنگام نیاز، به ویژه باعث جذب کسب و کارهای جدیدی که منابع کمتری در اختیار داشتند، شد. همچنین شرکت‌های Web 2.۰ که در حالت عادی منابع کمتری دارند و به‌دنبال کسب تواناییِ افزایش یا کاهشِ آسان تقاضا، به هنگام نیاز هستند. شرکت‌های بزرگتر، که عموماً صبر می‌کنند تا تکنولوژی‌های جدید پذیرفته شوند، از برای پروژه‌های موقت و گاه‌وبیگاهی استفاده می‌کنند که منابع اضافی زیادی را می‌طلبند.
مثل همهٔ رویکردهای تازه پدیدار شده، میزانی از بیم، عدم اطمینان و قطعیت، و نگرانی‌هایی دربارهٔ بالندگی این تکنولوژی وجود دارد.

### کنترل
ارائه دهندگان خدمات، معمولاً سکوها را برای پشتیبانی از شیوه‌های تجاری و ITی یک شرکت خاص طراحی نمی‌کنند. همچنین، کاربران قادر به تغییر تکنولوژیِ سکوها به هنگام نیاز نخواهند بود.
گرچه ارائه دهندگان می‌توانند با توجه به اینکه چه تکنولوژی ای به بهترین نحو نیازها را پاسخ می‌دهد و به هنگام نیاز آن را تغییر دهند که این کار بدون موافقت یا رضایت مشتریان انجام می‌گیرد.

### هزینه‌های پهنای باند
به لطف پهنای باند بالای شبکه، کاربر حتی هنگامی که در حال استفاده از وب به عنوان یک کامپیوتر فراگیر است، احساسِ کار بر روی سیستم محلی را دارد. با اینحال مشکل زیر پیش می‌آید:
درحالی‌که شرکت‌ها به کمک رایانش ابر، می‌توانند در هزینهٔ تجهیزات و نرم‌افزارها صرفه جویی کنند، اما باید متحمل هزینهٔ شارژ بالاتری برای پهنای باند بشوند. احتمالاً هزینهٔ پهنای باند باید برای نرم‌افزارهای کاربردی مبتنی بر وب کوچک که داده-متمرکز نیستند کمتر خواهد بود، اما هنگامی که مثلاً یک شرکت، پایگاه داده‌ای چند ترابایتی را از طریق رایانش ابر اجرا می‌کند، این هزینه می‌تواند بسیار بالا باشد.

### محبوس شدن توسط ارائه دهندگان و استانداردها
نیاز به استانداردهای باز برای تمام شیوه‌های استفاده از وب به عنوان یک کامپیوتر فراگیر وجود دارد. با افزایش تعداد ارائه دهندگان خدمات ابری، اهمیتِ قابلیت جابجایی بیشتر خواهد شد. اگر شرکتی از خدمات یکی از ارائه کنندگان ناراضی باشد — یا اگر فروشنده از این کسب و کار کنار بکشد — نمی‌تواند لزوماً آسان و با هزینه‌ای کم، به ارائه دهندهٔ دیگر منتقل شود یا اینکه خدمات مذکور را دوباره به درون شرکت برگرداند. در عوض، شرکت باید داده‌ها و نرم‌افزارهای کاربردی‌اش را قالب بندی مجدد نموده و آن‌ها را به یک ارائه دهندهٔ جدید منتقل کند، که فرایندی بالقوه پیچیده‌است؛ و اگر بخواهد خدمات را به درون شرکت بیاورد، باید کارمندانی را که واجد مهارت‌های لازم برای کار با این تکنولوژی هستند، استخدام کند. کاربران به‌طور روزافزون به وب و ارائه دهندگان آن وابسته خواهند شد. به این ترتیب، هنگامی‌که ارائه دهندگان خدمات شرایط استفاده از خدمات یا روش‌های عملیاتی خود را بعد از مدتی تغییر بدهند، کاربران آن‌ها احساس به دام افتادن و درماندگی می‌کنند. برای مثال، تحمیل محدودیت‌های جدید بر استفاده از یک قابلیت یا از کار انداختن آن به مدت چند ماه به منظور بهبود بخشیدن به آن. همچنین ممکن است ارائه دهندگان تصمیم به حذف یک قابلیت که سال‌ها در سایت رایگان ارائه می‌شد، اما در مقابل بخش بهادار خود را حفظ کند و حتی افزایش قیمت بدهد.

### شفافیت دسترسی
اگر شرکت‌ها نتوانند نشان دهند که چه کسی به داده‌های مشتریان دسترسی دارد و چگونه مانع دستیابی کارمندان غیرمجاز به اطلاعات می‌شوند، نخواهند توانست از حسابرسیِ ظرفیت‌های خود، به وسیلهٔ مشتریانِ آینده با موفقیت بیرون بیایند.
ارائه دهندگان رایانش ابر این نگرانی را به کمک نظارت قبلی third partyها بر سیستم‌ها و به وسیلهٔ مستندسازی رویه‌های طراحی شده برای پاسخگویی به نیازهای امنیتِ داده برای مشتریان رفع می‌کنند.

### قابلیت اطمینان
رایانش ابر همیشه قابلیتِ اعتمادِ مستمری را ارائه نکرده‌است؛ مثلاً، مشتریان Salesforce.com در تاریخ ۱۲ فوریه ۲۰۰۸، به مدت ۶ ساعت قادر به دریافت خدمات نبودند؛ و سه روز بعد خدمات Amazon’s S۳ و EC۲ به مدت ۳ ساعت دچار وقفه شدند.
البته بروز مشکلاتی که موجب عدم توانایی کاربران در استفاده از نرم‌افزارها شود در مواردی که نرم‌افزار داخل شرکت نصب شده باشد نیز ممکن است اتفاق افتد و این امر تنها مختص به سرویس‌های پردازش ابری نمی‌باشد.
لازم است ذکر شود که شرکت‌های ارائه دهنده خدمات ابری در قراردادهای خود ضریب اطمینان دسترسی به سرویس را عنوان می‌کنند. این ضریب مشخص می‌کند که ممکن است در بازه‌های زمانی تعریف شده به چه مدت سرویس از دسترس مشتری خارج باشد.

### حفظ حریم خصوصی
طرفداران حفظ حریم خصوصی‌ها مدل ابر را مورد انتقاد قرار می‌دهند، زیرا ارائه دهندگان سرویس‌های ابر می‌توانند کنترل و نظارت کامل قانونی ویا غیرقانونی بر روی داده‌ها و ارتباطات بین کاربران سرویس و میزبان ابر داشته باشند. رویدادهایی همچون برنامه مخفی آژانس امنیت ملی ایالات متحده آمریکا به همراه شرکت‌های AT&T و ورایزون که بیش از ده میلیون مکالمه تلفنی شهروندان آمریکایی را ضبط نمودند، باعث به‌وجود آمدن بی‌اعتمادی میان طرفداران حفظ حریم خصوصی شده‌است.

### امنیت
امنیت نسبی رایانش ابری موضوعی بحث‌انگیز است که ممکن است پذیرش رایانش ابری را به تأخیر بیندازد. گروهی بر این باورند که امنیت داده‌ها وقتی که در داخل سازمان اداره شوند بالاتر است، در حالی که گروهی دیگر عقیده دارند که ارائه دهندگان سرویس انگیزه‌ای قوی برای حفظ اعتماد دارند و از این رو سطح امنیت بالاتری را بکار می‌گیرند.

### میزان در دسترس بودن و کارایی
علاوه بر امنیت داده‌ها، میزان در دسترس بودن و کارایی برنامه‌های کاربردی که روی ابر میزبانی می‌شوند برای کاربران از اهمیت بالایی برخوردار است.

## شبیه‌سازی و مدل‌سازی
سرویس دهندگان ابری در ازای سرویس یا فضای ارائه شده، از مشتریان هزینه دریافت می‌کنند. این سرویس‌ها در لایهٔ زیرساختی و به صورت مجازی فراهم می‌شود. دسترسی به یک زیرساخت واقعی ابری برای انجام آزمایش‌های پژوهشی و علمی، همواره مقدور نیست. برای حل این مسئله، شبیه‌سازهای ابری، کتابخانه‌های منبع باز را ارائه می‌دهند که فضای تست و توسعه و تحقیق را فراهم می‌آورد. این ابزارهای شبیه‌سازی امکان ارزیابی فرضیه‌ها و نظریه‌ها را در یک محیط کنترل شده به ما می‌دهند. شبیه‌سازهای رایانش ابری مزایای قابل توجهی را برای پژوهشگران فراهم می‌آورد زیرا اولاً آن‌ها می‌توانند سرویس‌هایشان را در محیطی کنترل شده و تکرارپذیر تست کنند، دوم این‌که تنگناهای سیستم را پیش از استقرار در ابر واقعی مشخص کنند، سوم آن‌که آزمایش را با بارکاری و سناریوهای مختلف برای تست و توسعه، سبک و سنگین نمایند.
در رأس ابزارهای شبیه‌سازی رایانش ابری، شبیه‌سازی کلودسیم قرار دارد که در دپارتمان مهندسی نرم‌افزار و علوم کامپیوتر دانشگاه ملبورن توسعه یافته‌است. این شبیه‌ساز در بسیاری صنایع و در دانشگاه‌های معتبر جهان برای شبیه‌سازی الگوریتم‌های مبتنی بر ابر مورد استفاده قرار می‌گیرد. محدودیت اصلی کلودسیم، نبود واسط گرافیکی(GUI) مناسب است.

## انتقادات
لری الیسون مدیر ارشد اجرایی شرکت اوراکل در مورد عبارت «رایانش ابری» گفته است که رایانش ابری چیزی است که «در حال حاضر ما از آن استفاده می‌کنیم» و هیچ تأثیری در آن نگذاشته است به جز «تغییر کلمات در تبلیغات ما».
ریچارد استالمن گفته است که رایانش ابری فقط یک حیلهٔ ساده است که مردم مجبور شوند از سیستم‌های انحصاری استفاده کنند که هزینهٔ آن بیشتر و بیشتر از قبل است. او به گاردین گفت: «این احمقانه است، این چیزی بدتر از احمقانه است، این فقط بزرگ‌نمایی در بازاریابی است.»
انتقاد دیگری که به رایانش ابری وارد شده است این است که ریسک زیادی را برای شهروندان و دولت‌ها ایجاد می‌کند: این که داده‌های عمومی، شخصی و سازمانی گروه‌های بزرگی از مردم و حتی کل جوامع در تعداد کمی مرکز داده که تعداد کمتری ابرشرکت چندملیتی صاحب آن هستند و آن را اداره می‌کنند، ذخیره شود ریسک خیلی زیادی دارد. داده‌هایی که در این مراکز ذخیره شده است فقط اسناد و سوابق بایگانی شده نیست بلکه داده‌های بروز و مورد نیاز برای مبادلات تجاری روزمره جامعه است. 
مثالی این نکته را برجسته تر می‌کند: تصور کنید که یک ابرشرکت چندملیتی انتفاعی انبار بسیار بزرگی در حاشیه شهر شما بسازد و فروشندگان چنین شرکتی به در خانه شما یا محل کار شما بیایند و ساکنان شهر مثل کسب‌وکارها، دولت و شهروندان را متقاعد کنند که هر چیز ارزش مندی را برای امنیت بیشتر (و با پرداخت پول کمی) به آن انبارها بسپارند. منظور از همه چیز هم می‌تواند اسناد مالی افراد، کسب‌وکارها و وزارتخانه‌ها باشد. حتی اگر چنین شرکتهایی قول بهترین سیستم‌های حفاظتی و امنیتی را بدهند، کمتر آدم عاقلی چنین پیشنهادی را می‌پذیرد و بیشتر افراد چنین ایده ای را احمقانه می‌پندارند. اما در دنیای دیجیتال چنین سناریویی نه تنها در حال اتفاق افتادن است، بلکه افراد اعتقاد دارند آینده از آن چنین سناریویی است. چنین انبار بزرگی وجود دارد و هر روز هم به قابلیت‌های ذخیره سازی آن اضافه می‌شود. به دنیای رایانش ابری خوش آمدید!

## نگاهی به آینده
رایانش ابری در نمودار دوره محبوبت گروه گارتنر در رأس دوره محبوبت قرار دارد، در این مقطع رایانش ابری در مرکز توجهات است اما هنوز کاملاً پتانسیل‌های خود را بالفعل نکرده‌است. طبق پیش‌بینی‌های گارتنر طی سه تا چهار سال آینده رایانش ابری پتانسیل واقعی خود را نمایان می‌کند. رایانش ابری به‌طور چشمگیری موانع ورود به تجارت نرم‌افزاری را کاهش می‌دهد و برای شرکت‌ها روش‌های جدیدِ کسب سود را می‌نمایاند. ارائه دهندگان خدمات ابر از طریق تسهیم، بهبود دادن و سرمایه‌گذاری بیشتر در نرم‌افزار و سخت‌افزار به سود دست میابند- یکبار نصب نرم‌افزار می‌تواند نیازهای کاربران متعددی را پوشش دهد.
نیرو محرکه‌های اصلی ای که پشت سر رایانش ابر قرار دارند عبارتند از فراگیری شبکهٔ بیسیم و پهن باند، کاهش هزینه‌های ذخیره‌سازی، و بهبود تصاعدی در نرم‌افزارهای پردازشگر اینترنتی. مشتریان خدمات ابر قادر خواهند بود تا ظرفیت بیشتری را در هنگام اوج تقاضا به سیستم خود تزریق کنند، هزینه‌ها را کاهش داده، خدمات نوینی را تجربه کنند، و ظرفیت‌های بلا استفاده را حذف کنند.
بدین ترتیب، وب از منابع محاسباتی قدرتمند با قیمت‌هایی قابل پرداخت، میزبانی می‌کند و سازمان‌ها بسته به شرایط اقتصادی وضعیت موجود خود- یعنی اینکه خرید نرم‌افزار و زیرساخت‌ها ارزان‌تر است یا خرید سرویس بر حسب نیاز- از امکانات رایانشی درون سازمانی یا خدمات ابر خارجی استفاده می‌کنند.
در قرن ۲۱ شاهد افزایش تمایل استفاده از وسایل قابل حمل سبک برای دسترسی به خدمات اینترنت به جای کامپیوترهای شخصی هستیم. از آنجاییکه چنین وسایلی، امکانات پردازشی قوی ندارند (بعبارتی علاقه‌ای به داشتنِ چنین امکاناتی ندارند)، پس چه کسی قدرت پردازشی را تأمین خواهد کرد؟ پاسخ به این سؤال در رایانش ابر نهفته‌است.
این تصوّر که در ۲۰۱۹، همهٔ پردازش‌های خود را از طریق لپ‌تاپ‌ها با هزینه‌ای کمتر از ۱۰۰ دلار انجام خواهیم داد، درحالی‌که هیچ مشکلی در زمینهٔ خدمات و سطوح امنیتی نخواهیم داشت، مسلماً فراتر از واقعیت است اما مطمئناً در آینده از ابرها به‌شکل بسیار گسترده‌ای استفاده خواهیم کرد. پتانسیل رشد این تکنولوژی بسیار بالا برآورد شده‌است.
رایانش ابری در طی دَه سال آتی به اشکال زیر بر زندگی ما تأثیر خواهد گذاشت:
- برنامه‌های درون ابر جایگزین برنامه‌هایی خواهند شد که هم‌اکنون به صورت محلی در دستگاه‌هایتان نصب شده‌اند. مانند برنامهٔ آفیس.
- اطلاعات ارزان‌تر و دسترسی و یافتنش آسان‌تر می‌گردد، زیرا ابر توسعهٔ برنامه و اتصال به شبکه‌های آنلاین را ارزان می‌کند. مانند دائرةالمعارف‌های آنلاین و سرویس‌های ذخیره‌سازی اطلاعات آنلاین.
- ابر سرویس‌های اجتماعی نوین را با اتصال کاربران از طریق شبکه‌های اجتماعی که خود ترکیبی از چند سرویس مختلف ابرند، میسر می‌سازد. مانند شبکهٔ اجتماعی فیسبوک، توییتر، گوگل پلاس و …
- ساخت برنامه‌های جدید آسان‌تر خواهد شد و مبتنی بر بخش‌های ماژولار استاندارد خواهد بود. مانند سرویس PaaS گوگل (GAE)
- نقش سیستم‌های عامل اختصاصی در پردازش‌ها و رایانش‌های روزمره تقلیل می‌یابد. با ظهور سیستم عامل‌هایی مانند کروم برای شرکت گوگل و آزور برای شرکت مایکروسافت؛ و همواره
- و قادر خواهید بود در تمام اوقات از هرجایی به ابر متصل شوید.[۷۶]

## دولت‌ها و رایانش ابری
حمایت از توسعه فناوری یکی از مهم‌ترین وظایف و دغدغه‌های دولت‌هاست؛ که در خصوص رایانش ابری شاید دولت‌ها باید این نقش را ایفا کنند. چراکه دولت‌ها به‌طور بالقوه یکی از بزرگ‌ترین ذینفعان رایانش ابری خواهند بود. امکانات رایانش ابری (به‌ویژه در بخش زیرساخت به‌عنوان خدمت) می‌تواند در توسعه دولت الکترونیکی مستقل و یکپارچه نقش اساسی ایفا کند. خبرگان برخی دولت‌ها مانند دولت هند توسعه رایانش ابری را راهی برای پر کردن شکاف دیجیتالی و در پی آن کاهش تبعیض و نابرابری اجتماعی در جامعه خود یافته‌اند. کشورها همچنین می‌توانند به رایانش ابری به مثابه یکی از ارکان توسعه صادرات دانش مبنا بنگرند. سیاستگذاران کشورهای توسعه‌یافته توانایی خود در حفظ سلطه را در توفیق در این عرصه جستجو می‌کنند. پروژه‌های نظامی و دولتی بسیاری در کشورهای پیشرو در جریان است که در رأس آن‌ها پروژهای دولت ایالات متحده آمریکا قرار دارد. دولت‌ها در کشورهای مختلف در زمینه تشویق به پذیرش رایانش ابری و تسهیل استفاده از خدمات مبتنی‌بر ابر توسط محققان و بخش کسب‌وکار و بخش‌های مختلف دولت نقش مهمی ایفا می‌کنند. برای نمونه، در ایالات متحده مؤسسه علوم ملی طبق برنامه‌ای که در سال ۲۰۰۸ آغاز شد، استفاده از خدمات ابر توسط محققان را ترویج می‌کند. دولت‌ها در انگلستان، ژاپن و سوئد نیز استفاده از ابر توسط محققان و کسب‌وکار را تسهیل و تشویق می‌کنند.

## سیستم ساده پیاده سازی
نحوه ساده پیاده سازی سرویس های ابری به صورت ایجاد یک سرور فیزیکی و نصب یک سیستم مجازی ساز یا hypervisor است تا یک سرور فیزیکی را به چندین سرور مجازی با منابع متعدد تبدیل کند.

## واژه‌نامه
1. ↑  Elastic
2. ↑  Scalable
3. ↑  Paradigm Shift
4. ↑  Mainframe
5. ↑  Client-Server
6. ↑  Computing Power
7. ↑  Grid Computing
8. ↑  Distributed Computing
9. ↑  Parallel Computing
10. ↑  Loose Coupling
11. ↑  Autonomic Computing
12. ↑  Client-Server Model
13. ↑  Client
14. ↑  Mainframe
15. ↑  Enterprise Resource Planning
16. ↑  Utility Computing
17. ↑  Computational Resources
18. ↑  Public Utility
19. ↑  Peer to Peer
20. ↑  Service Level Agreement(SLA)
21. ↑  Nicholas Carr
22. ↑  Data Center
23. ↑  Application Programming Interface(API)
24. ↑  Monolithic
25. ↑  Client
26. ↑  Application
27. ↑  Patch
28. ↑  Platform
29. ↑  Infrastructure
30. ↑  Server
31. ↑  Agility
32. ↑  مستقل از مکان
33. ↑  Multitenancy
34. ↑  Reliability
35. ↑  Peak Load
36. ↑  Public Cloud
37. ↑  External Cloud
38. ↑  Community Cloud
39. ↑  Hybrid Cloud
40. ↑  Private Cloud
41. ↑  Amazon VPC
42. ↑  Cloud Storage
43. ↑  Hosting
44. ↑  Virtualization
45. ↑  Amazon VPC
46. ↑  Inter Cloud
47. ↑  Kevin Kelly